# Cratogeomys
Cratogeormys é um gênero de roedores da família Geomyidae.

## Espécies
- Cratogeomys castanops (Baird, 1852)
- Cratogeomys goldmani Merriam, 1895
- Cratogeomys fumosus (Merriam, 1892)
- Cratogeomys gymnurus (Merriam, 1892)
- Cratogeomys merriami (Thomas, 1893)
- Cratogeomys neglectus (Merriam, 1902)
- Cratogeomys tylorhinus (Merriam, 1895)
- Cratogeomys zinseri (Goldman, 1939)